# 비그늘

비그늘이 생기는 원리

비그늘은 산맥이 습한 바닷바람을 가로막고 있어 비가 내리지 않는 지역을 가리키는 단어이다. 바람이 산비탈을 타고 위로 올라가면서 해안의 평지와 산 경사면에는 비가 내린다. 따라서, 산을 넘어온 바람은 건조하므로 산 너머 지역에는 비가 적게 내리는 비그늘이 생긴다.